# Michi Strausfeld
Michi Strausfeld (Recklinghausen, 1945) es una filóloga y editora alemana, especializada en literatura latinoamericana y española.

## Biografía
Estudió Filología inglesa, francesa e hispánica en Colonia y publicó la tesis doctoral La nueva novela latinoamericana y un modelo: Cien años de soledad de Gabriel García Márquez. Desde 1968 reside en España alternando estancias en Berlín.
Inició su andadura en el sector editorial en Barral Editores. Entre 1977 y 1989 dirigió la colección infantil y juvenil de Alfaguara desde donde dio a conocer en español por vez primera a autores más tarde clásicos como Roald Dahl o Michael Ende, entre muchos otros. Posteriormente se integró en el equipo de la editorial Siruela, donde, desde 1990, es responsable de la colección Las tres edades. En Alemania trabajó hasta 2008 para la editorial Suhrkamp y desde entonces para S. Fischer Verlag donde ha dado a conocer también autores clásicos en castellano. Ha publicado diversos artículos sobre la edición y recopilado numerosos ensayos sobre la literatura latinoamericana y española. En 2021 se publicó su obra Mariposas amarillas y los señores dictadores, un ensayo-estudio crítico sobre la narrativa latinoamericana que abarca un largo periodo que va desde las culturas prehispánicas hasta el siglo XX con el boom latinoamericano.
Michi Strausfeld es colaboradora del Festival Internacional de Literatura de Berlín. En 2016 fue galardonada por el gobierno de España con la Gran Cruz de la Orden Civil de Alfonso X El Sabio.